# St. Martinus (Greven)

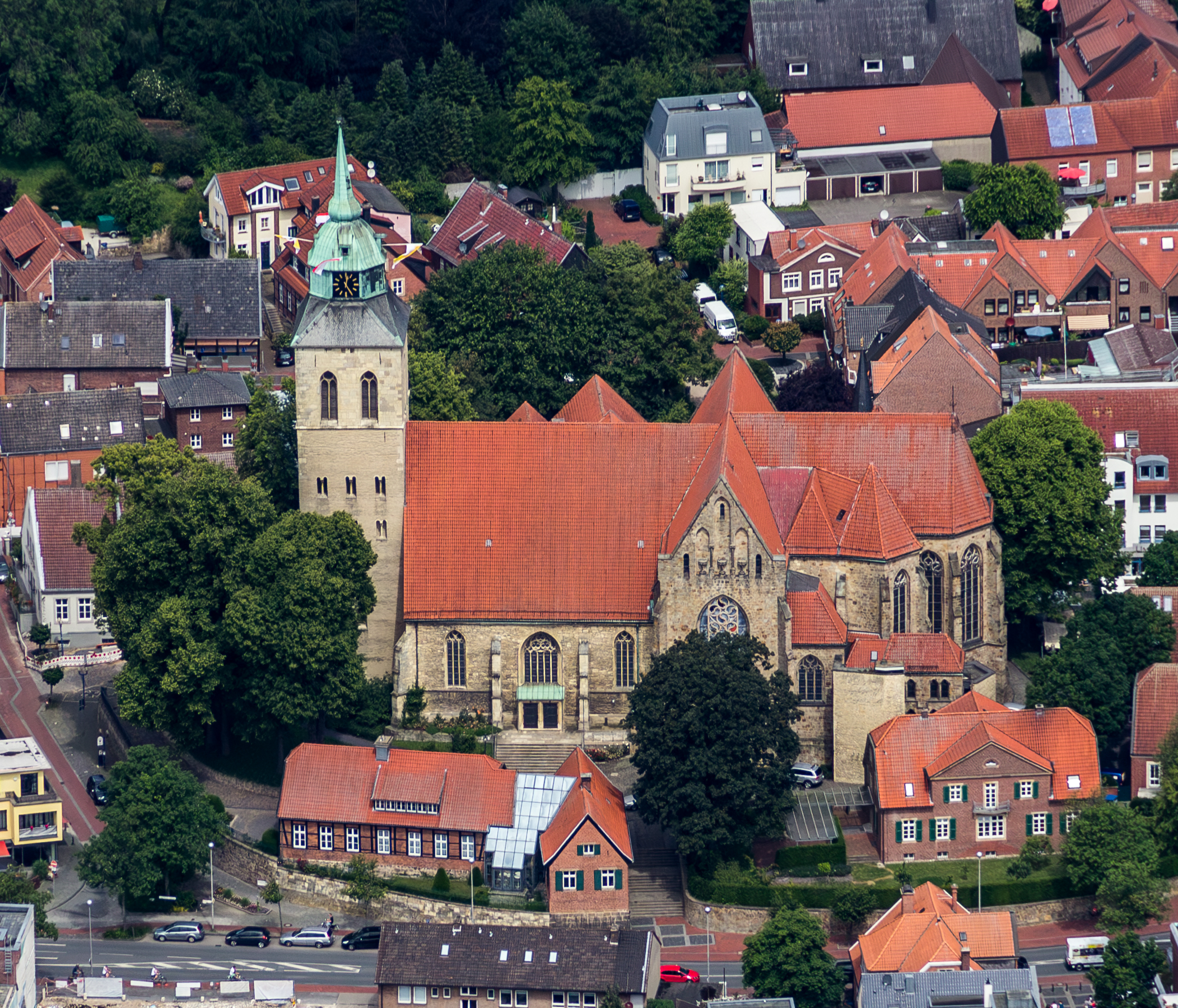
St.-Martinus-Kirche mit dem Haus der Begegnung (vorne links) und dem Pfarrhaus (vorne rechts)

Die Kirchengemeinde St. Martinus in Greven ist eine katholische Pfarrgemeinde des Bistums Münster im Dekanat Steinfurt mit rund 19.500 Katholiken. Sie gilt als älteste und größte katholische Gemeinde der münsterländischen Stadt, deren Gebiet St. Martinus fast vollständig umfasst. Lediglich der kleine Grevener Ortsteil Gimbte verfügt über die eigenständige Pfarrei St. Johannes Baptist mit knapp 700 Gläubigen und gehört daher nicht zu St. Martinus.
Hauptsitz der Gemeinde ist die gleichnamige Kirche in der Grevener Innenstadt, deren Geschichte bis ins 8. Jahrhundert zurückreicht.

## Pfarrkirche St. Martinus

### Geschichte

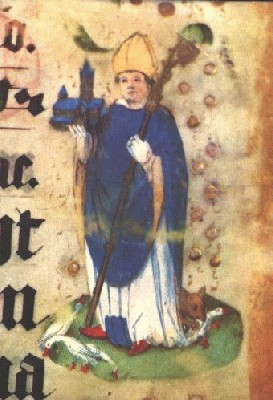
Der Heilige Liudger gilt als Begründer von St. Martinus

Die Gemeinde St. Martinus gilt als eine Gründung des heiligen Liudger, des ersten Bischofs von Münster in Westfalen, dem Kaiser Karl der Große um das Jahr 792 das Münsterland zur weiteren Christianisierung übertragen hatte. Der Grund für den Bau einer Kirche in Greven zu dieser frühen Zeit war, dass das Urspiel Greven ein sehr großes Gebiet umfasste. Zwar waren weite Strecken innerhalb des Kirchspiels von Heiden und Sand bedeckt, dazwischen lagen jedoch im Emstal zahlreiche uralte Siedlungen, die zum größten Teil in die altsächsische und vorgeschichtliche Zeit zurückreichten.
Die erste Kirche, die in Greven um das Jahr 800 errichtet wurde, war eine kleine Holzkirche, die auf dem sogenannten Kirchberg stand. Diese vermoderte, zerfiel nach einigen Jahren und wurde im 12. Jahrhundert durch ein romanisches Steinbauwerk ersetzt. Der Turm dieser Kirche steht heute noch; er besteht aus 2 Meter dicken Mauern und ist 68 Meter hoch. Er diente den Grevenern vor allem zur Verteidigung vor Räuberbanden und fremden Soldaten. Dies war vor allem zur Zeit des Dreißigjährigen Krieges der Fall, als Soldaten die Kirche ausraubten und später anzündeten. Nur der Turm der Kirche hielt stand und bot den Grevenern Schutz.
Der Altar der Kirche wurde dem Heiligen Martin geweiht, woher der Name St. Martinus-Kirche rührt. Die Reliquien, die im Altar aufbewahrt werden, sind von einer Heiligen und dem Heiligen Nikolaus.

### Baubeschreibung

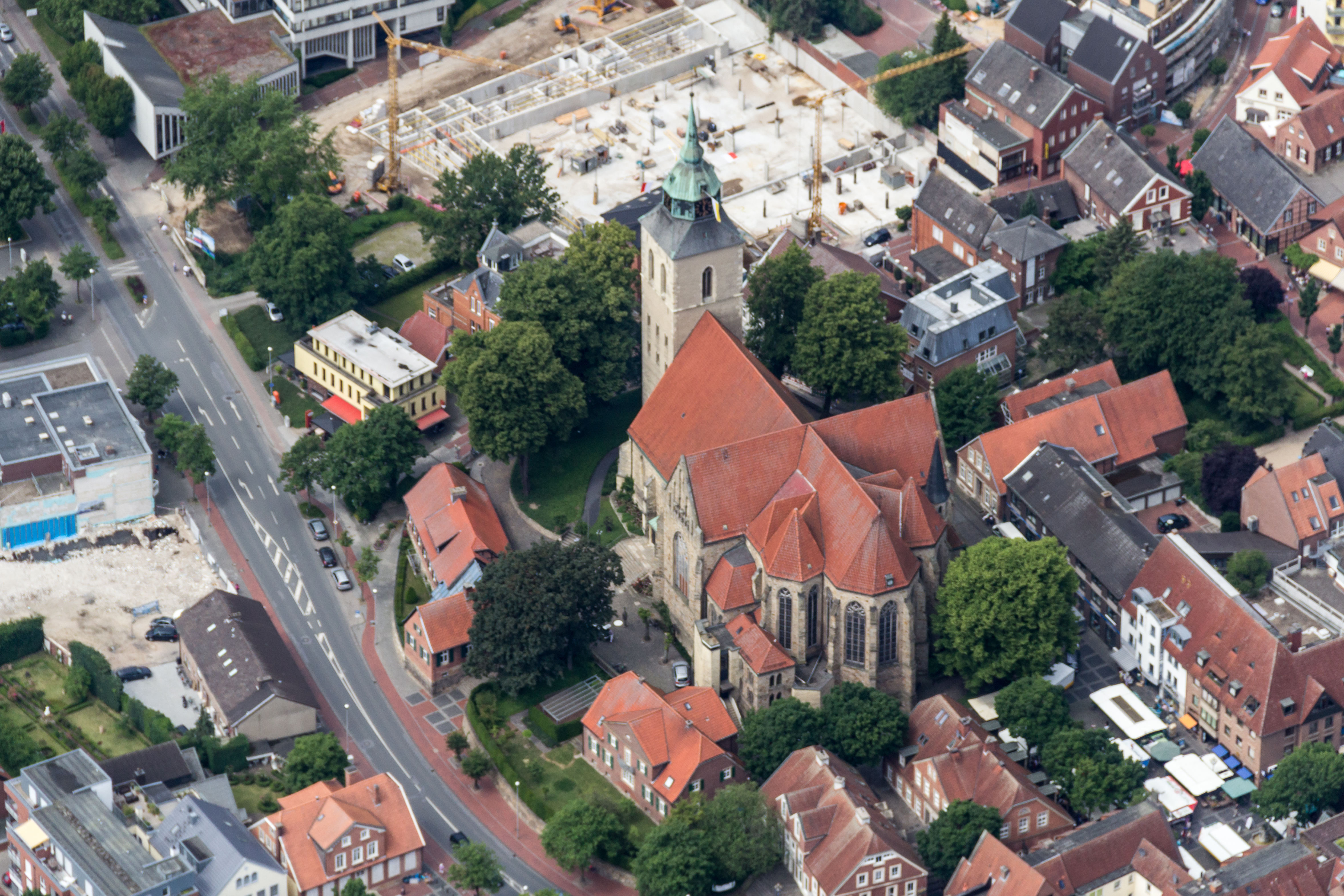
Luftbild der Grevener Martinuskirche mit deutlich sichtbarem Haupt- und Querschiff

Der älteste erhaltene Teil der Grevener St.-Martinus-Kirche befindet sich die Taufkapelle im romanischen Untergeschoss des Turmes. Darin steht ein Taufstein von 1680 in sehr schlichter Ausführung. Der Turm wurde später aufgestockt und nach dem Dreißigjährigen Krieg mit einer „Welschen Haube“ versehen, die nach Beschädigung im Zweiten Weltkrieg wiederhergestellt wurde.
An den Turm schließt sich das spätgotische, dreischiffige Langhaus an. Das spätgotische Langhaus von St. Martinus ist eine Stufenhalle. Die Seitenschiffe waren ursprünglich gerade geschlossen, öffnen sich jedoch heute zu der großzügigen neugotischen Erweiterung von 1890/92, der der Chor des Altbaues weichen musste. Dieser Erweiterungsbau besteht aus einem großen Vierungsquadrat, woran sich je zwei schmalere nördliche bzw. südliche Querhausjoche anschließen. Der neue Chorraum ist ein dreischiffiger Hallenchor mit einem breiten Haupt- und zwei kleineren Nebenchören. In den rechten Winkeln von Querhaus und Seitenchören befinden sich je ein rechteckiger Kapellenraum, so dass die Erweiterung einen Zentralbau darstellt. Im linken Seitenschiff des Erweiterungsbaues befindet sich eine Josefsstatue vom ehemaligen Josefsaltar von 1909, im rechten Seitenschiff befindet sich an entsprechender Stelle eine Tabernakelstele. Der Altarraum ist der erneuerten Liturgie angepasst und wird von einer Kreuzigungsgruppe aus dem Jahr 1722 von Johann Wilhelm Gröninger vom vorkonziliaren Chorraum optisch abgegrenzt. Dieser wird nunmehr für Gottesdienste von Kleingruppen genutzt.
Die Säulen sind im neuen Teil der Kirche in gleicher Höhe ausgeführt wie im alten, wobei man die deutlich unterschiedliche Gewölbehöhe durch Stelzung, d. h. senkrecht weitergeführte Gurtbögen ausgeglichen hat. An den Stirnseiten des Querhauses befindet sich jeweils ein großes Kirchenfenster. Diese beiden Fenster wurden 1991 von Karl-Martin Hartmann gestaltet. im nördlichen Querschiff ist das Thema „Arche Noah“ in abstrakter Form dargestellt, im südlichen Querschiff ist das „Himmlisches Jerusalem“ das Thema. Auf den Kirchenbänken des alten Teiles befinden sich Messingschilder mit Namen und teilweise mit Jahreszahl (1837 und 1838), was von der Sitte herrührt, dass man früher Sitzplätze „käuflich erwerben“ konnte, womit die Kirchengemeinde in der Zeit nach der Säkularisation und lange vor Einführung der Kirchensteuer ihr Einkommen sicherstellte.
|  |  |  |

### Orgeln
In St. Martinus gibt es zwei Orgeln, die beide von Orgelbauer Matthias Kreienbrink erbaut wurden. Die große Orgel auf der Empore aus dem Jahre 1958 hat 41 Register auf drei Manualwerken und Pedal (elektropneumatischer Kegelladen). Die Chororgel aus dem Jahre 1957 hat 12 Register auf zwei Manualen und Pedal. Die Spiel- und Registertrakturen beider Instrumente sind elektrisch. Vom Spieltisch der Hauptorgel lässt sich auf dem vierten Manual die Chororgel anspielen.
| I Hauptwerk C–g3   |       |
| Gedacktpommer      | 16′   |
| Principal          | 8′    |
| Rohrflöte          | 8′    |
| Octave             | 4′    |
| Spitzgedackt       | 4′    |
| Octave             | 2′    |
| Mixtur III-IV      | 1 ⁄3′ |
| Zimbel II-III      | 1′    |
| Silbermanntrompete | 8′    |

| II Unterwerk C–g3   |       |
| Zinngamba           | 8′    |
| Singend Gedackt     | 8′    |
| Trichterprästant    | 4′    |
| Sesquialter II      | 2 ⁄3′ |
| Hellprincipal       | 2′    |
| Glitzernd Pfeife    | 1 ⁄7′ |
| Klingend Cymbel III | 1⁄3′  |
| Holzdulcian         | 8′    |
| Tremulant           |       |

| II Schwellwerk C–g3   |       |
| Harfenprincipal       | 8′    |
| Flaut major           | 8′    |
| Viola                 | 8′    |
| Unda amsivaria        | 8′    |
| Ital. Octave          | 4′    |
| Fugara                | 4′    |
| Quintadena            | 4′    |
| Nachthorn 2           |       |
| SuperQuinte           | 1 ⁄3′ |
| Septimenkornett III-V | 2 ⁄3′ |
| Scharff IV            | 1′    |
| Engtrompete           | 16′   |
| Solotrompete          | 8′    |
| Tremulant             |       |

| IV Chororgel C–g3 |        |
| Oberwerk          |        |
| Principal         | 8′     |
| Gedackt           | 8′     |
| Kupferprincipal   | 4′     |
| Kleinmixtur IV    | 1 ⁄3′  |
| Unterwerk         |        |
| Holzgedackt       | 8′     |
| Koppelflöte       | 4′     |
| Schwiegel         | 2′     |
| Sesquialter II    | 1 3⁄5′ |
| Krummhorn 8’      |        |
| Tremulant         |        |

| Pedalwerk C–f1   |         |
| Hauptorgel       |         |
| Großprincipal    | 16′     |
| Gedacktuntersatz | 16′     |
| Quintbass        | 10 2⁄3′ |
| Weitoctave       | 8′      |
| Gedacktbass      | 8′      |
| Choralbass       | 4′      |
| Hintersatz IV    | 5 1⁄3′  |
| Kontrabombarde   | 32′     |
| Posaune          | 16′     |
| Feldtrompete     | 8′      |
| Clairon          | 4′      |
| Chororgel        |         |
| Subbass          | 16′     |
| Bourdonbass      | 8′      |
| Holzpfeife       | 4′      |

### Glocken
Im Turm von St. Martinus hängt ein sechsstimmiges Bronzegeläut. Es wurde 1990 von der Eifeler Glockengießerei hergestellt. Das neue Glockengeläut wurde durch ein der Kirche zufallendes Erbe ermöglicht; es löste ein vierstimmiges Geläut mit den Schlagtönen h° – d‘ – e‘ – fis‘ ab.
| Glocke | Name                | Gewicht | Durchmesser | Schlagton |
| ------ | ------------------- | ------- | ----------- | --------- |
| 1      | Vater-Unser-Glocke  | 4120 kg | 1870 mm     | a°        |
| 2      | Christusglocke      | 2840 kg | 1654 mm     | h°        |
| 3      | Heilig-Geist-Glocke | 2110 kg | 1484 mm     | cis'      |
| 4      | Marienglocke        | 1735 kg | 1407 mm     | d'        |
| 5      | Michaelsglocke      | 1198 kg | 1244 mm     | e'        |
| 6      | Martinusglocke      | 830 kg  | 1105 mm     | fis'      |

## Gemeindestruktur

### Kirchenorte
Die Pfarrgemeinde zählte seit der Eingliederung der bis dahin eigenständigen St.-Lukas-Gemeinde aus dem Grevener Westen im November 2012 sechs Kirchorte. Pfarrkirche und Hauptsitz der Pfarrverwaltung ist die historische St. Martinuskirche am Marktplatz mit ihren angrenzenden Gemeindehäusern Haus Elisabeth, Haus der Begegnung und dem alten Pfarrhaus in der Grevener Innenstadt. Die Geschichte der Kirche reicht bis ins 9. Jahrhundert zurück. Weiterhin zählten bis 2022 St. Mariä Himmelfahrt an der Grabenstraße im Grevener Süden, Heilige Schutzengel (Ortsteil Schmedehausen), St. Wendelin (Ortsteil Bockholt), St. Josef im Grevener Westen links der Ems und St. Franziskus (Ortsteil Reckenfeld) zu den Kirchenstandorten, die bis zu ihrer Eingliederung in die Martinusgemeinde als jeweils eigenständige Pfarreien fungierten. Ein Großteil der Bauten dieser heutigen Filialkirchen stammt aus dem 20. Jahrhundert, vor allem aus der Nachkriegszeit der frühen 1950er Jahre. Die Reckenfelder Franziskuskirche entstand bereits 1936. Die Schmedehausener Kirche ist dagegen deutlich älter und wurde 1859/1860 erbaut. Die alte Josefskirche wurde 2019 profaniert, abgerissen und durch einen Neubau ersetzt. Die Marienkirche wurde 2022 ersatzlos profaniert und zu Wohnzwecken umgebaut. Seither umfasst die Kirchengemeinde mithin nur noch fünf Kirchenstandorte.

### Leitender Pfarrer
Leitender Pfarrer der St.-Martinus-Gemeinde ist seit 2023 der Theologe Michael Mombauer. In der vakanten Zeit zuvor übernahm Pastoralreferent Matthias Brinkschulte vorübergehend die verantwortliche Pfarreileitung.
Sein Vorgänger Pfarrer Klaus Lunemann ist nach Lienen gezogen. Im Frühjahr 2022 gab Lunemann bekannt, die Pfarrei altersbedingt Ende September 2022 zu verlassen.

## Abrisse und Profanierungen von Filialkirchen

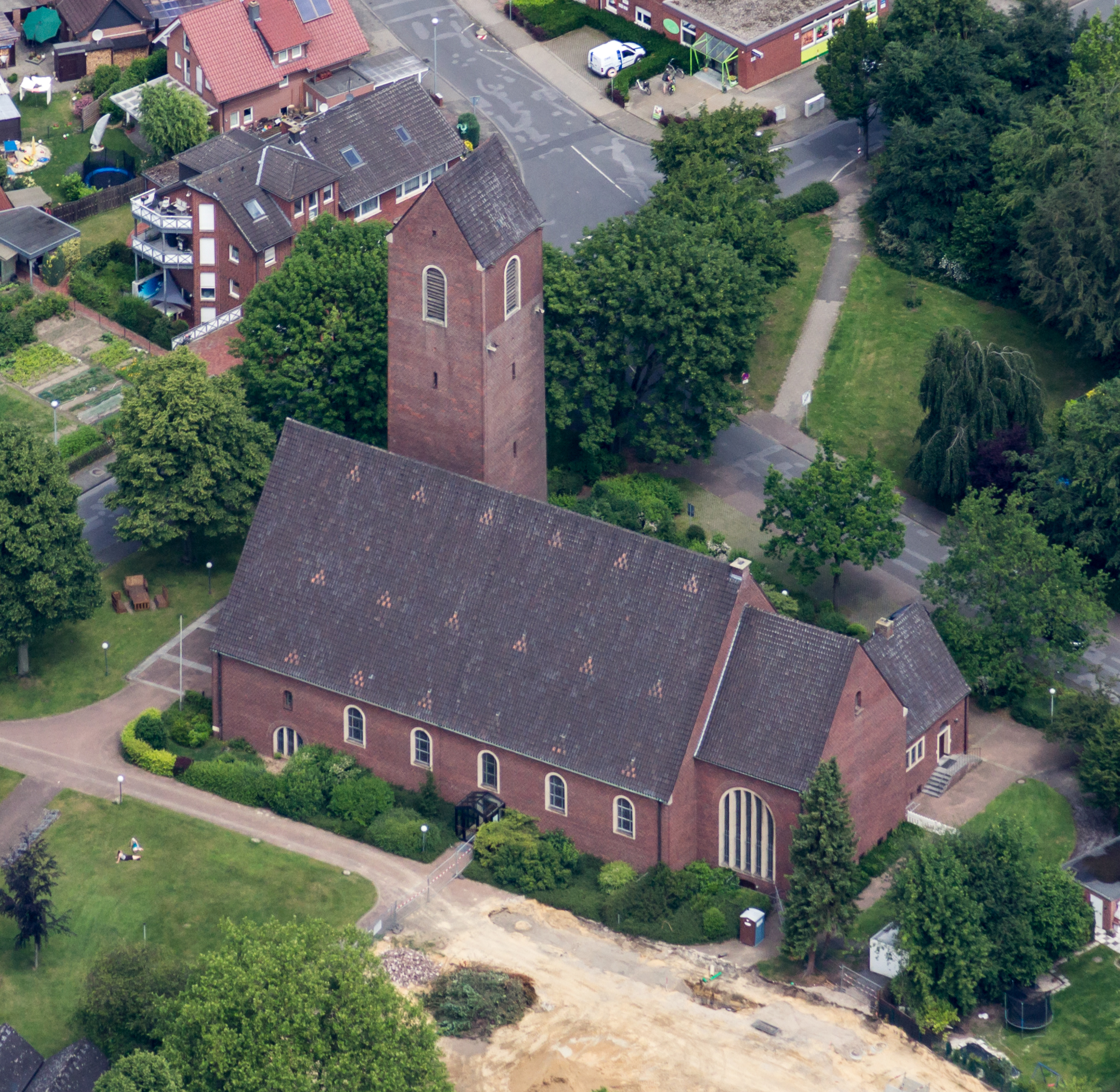
Die Kirche St. Mariä Himmelfahrt im Grevener Süden wurde im März 2022 profaniert und wird zu Wohnzwecken umgebaut

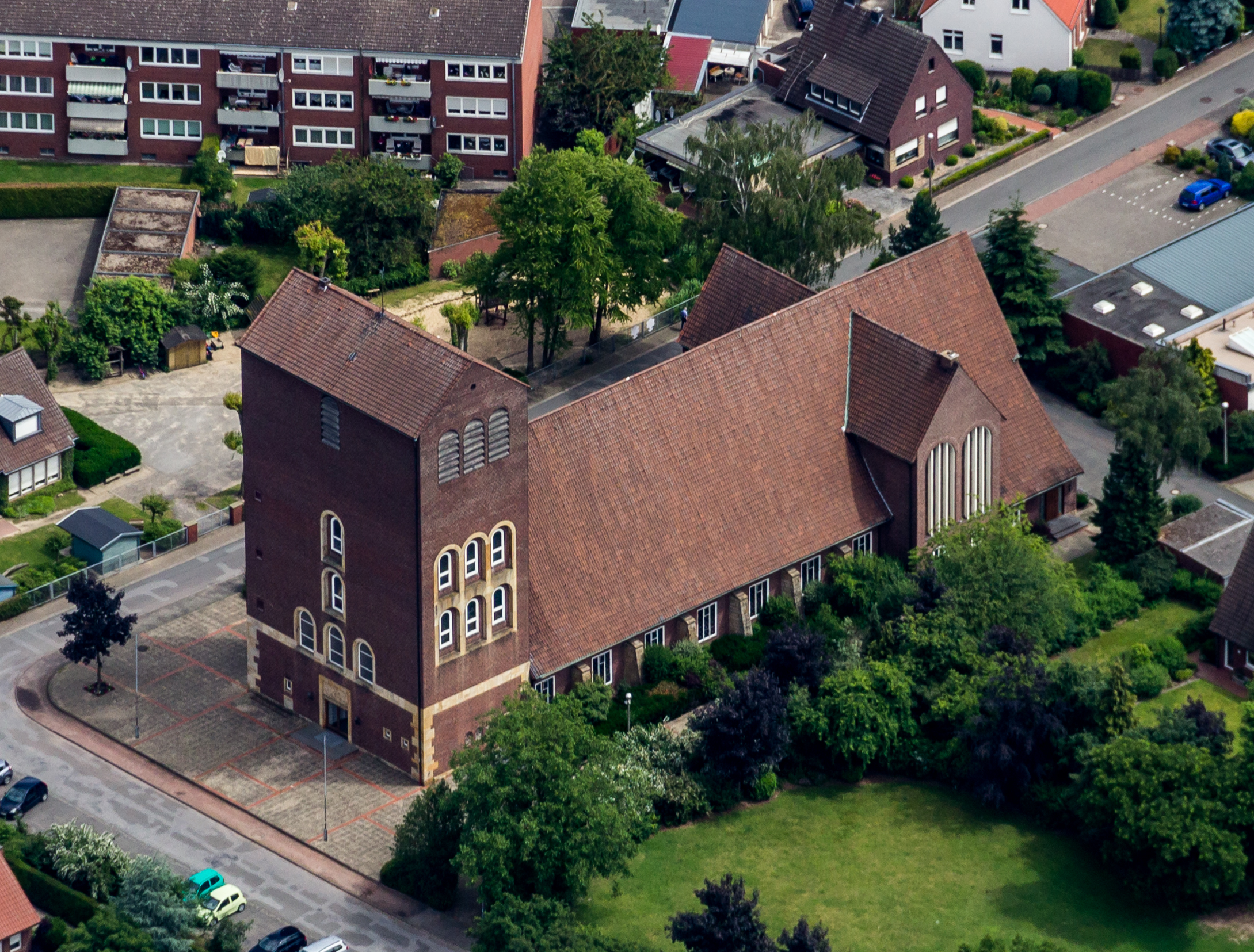
Die in den 1950er Jahren erbaute Kirche St. Josef wurde 2019 profaniert und abgerissen

### St. Mariä Himmelfahrt
Die Kirche St. Mariä Himmelfahrt, erbaut zwischen den Jahren 1951 und 1952, wurde im Jahr 2013 offiziell in „Jugendkirche MARY’s“ umbenannt und hatte seither einen Schwerpunkt auf Jugendliche und junge Erwachsene, denen so ein zielgruppengerechteres Angebot als in den traditionellen Gottesdiensten geboten werden sollte. Angesichts zurückgehender Besucherzahlen in den Gottesdiensten wurde die Kirche allerdings im März 2022 zusammen mit dem angrenzenden Gemeindehaus ersatzlos aufgegeben und profaniert. Sie wird als Bauwerk mit kleineren Veränderungen erhalten und in Wohnraum umgewandelt.

### St. Josef
Die in der Nachkriegszeit erbaute St.-Josef-Kirche wurde am 27. Januar 2019 profaniert und anschließend abgerissen. Anders als in St. Mariä Himmelfahrt entstand an gleicher Stelle ein Kirchenneubau, der sowohl für Gottesdienste als auch für Gruppen- und Gremienarbeit Räumlichkeiten bietet. Hintergrund des Abrisses samt Neubau waren der marode bauliche Zustand des alten Kirchengebäudes und des angrenzenden Gemeindehauses sowie der Rückgang von Kirchenbesuchern, weshalb das neue Gotteshaus mit bis zu 240 Sitzplätzen wesentlich kleiner ausfällt als das vorherige.